# 裴逢
裴逢（1920年9月10日—1999年11月22日）是越南人民軍大將和越南共產黨中央委員會委員。

## 外部連結
- https://web.archive.org/web/20160207060909/http://www.thanglonghanoi.vn/Content/tabid/92/category/3/article/1628/Default.aspx